# Justícia lingüística
La justícia lingüística és un camp de recerca interdisciplinar, amb contribucions des de la filosofia política i des de la sociolingüística, entre d'altres.
Pel que fa a la filosofia política (o teoria política normativa), les dues principals escoles són el multiculturalisme, amb autors com Will Kymlicka i el liberalisme igualitari, amb autors com Philippe Van Parijs. Cadascuna d'elles entén el concepte de justícia lingüística d'una manera diferent. En general, els multiculturalistes són partidaris de defensar els drets lingüístics de les minories, mentre els segons, seguidors de John Rawls, defensen una llengua comuna que garanteixi la igualtat d'oportunitats socio-econòmiques de tots els membres d'una mateixa comunitat política. Per la seva banda, els sociolingüístes retreuen als filòsofs polítics que aquests tendeixen a pensar que el món està dividit en comunitats homogènies formades per individus monolingües quan en realitat els casos on això succeeix són molt excepcionals. Aquests autors introdueixen conceptes com genocidi lingüístic o imperalisme lingüístic i són normalment partidaris de defensar la supervivència de totes les llengües del planeta. Robert Phillipson i Tove Skutnabb-Kangas en serien els exponents més destacats. En el debat interdisciplinar sobre la justícia lingüística també hi participen economistes, ecolingüistes, interlingüistes, estudiosos de les ciències de l'educació o dels drets humans lingüístics, així com investigadors de pau i resolució de conflictes.